# 프래깅
프래깅(영어: fragging)이란 군대에서 본인의 지휘계통이나 같은 부대의 구성원을 죽이거나 죽게 되는 상황으로 몰아넣는 행위, 특히 상관 살해 행위를 가리키는 미국 군대 은어이다. fragging이라는 용어는 세열수류탄(fragmentation grenade)을 가리키는 은어 frag에서 파생된 단어로, 베트남 전쟁 당시 사병들이 장교의 막사에 수류탄을 투척하여 살해한 데서 비롯되었다.
베트남 전쟁 당시 주요 프래깅 수법 중의 하나가 장교와 같이 작전나갔을 때 장교를 등 뒤에서 뒤통수를 저격해 사살한 뒤 전사한 것처럼 위장한 것이었다.